# Preperonidellidae
Famille
Les Preperonidellidae sont une famille éteinte d'éponges préhistoriques de l'ordre des Agelasida.

## Liste des genres et sous-familles
Selon Paleobiology Database (26 janvier 2021) :
- † genre Cladospongia Rigby et al., 2008
- † genre Djemelia Rigby & Senowbari-Daryan, 1996
- † sous-famille Heptatubispongiinae Rigby & Senowbari-Daryan, 1996
- † genre Milyasa Senowbari-Daryan & Link 2016
- † sous-famille Permocorynellinae Rigby & Senowbari-Daryan, 1996
- † sous-famille Precorynellinae Rigby & Senowbari-Daryan, 1996
- † sous-famille Preperonidellinae Finks et al., 2004
- † genre Ramostella Rigby & Senowbari-Daryan, 1996
- † genre Saginospongia Rigby & Senowbari-Daryan, 1996
- † genre Stipespongia Rigby et al., 2008
- † genre Virgulaspongia Rigby et al., 2008

## Publication originale
- (en) Robert M. Finks, Robert E. H. Reid (d) et J. Keith Rigby (d), Porifera (Demospongea, Hexactinellida, Heteractinida, Calcarea). Treatise on Invertebrate Paleontology Part E, Revised E(3), 2004, 872 p. (ISBN 0813731313).